# Tal der oberen Itz
Tal der oberen Itz este o arie protejată (arie specială de conservare — SAC, sit de importanță comunitară — SCI) din Germania întinsă pe o suprafață de 227,59 ha, integral pe uscat.

## Localizare
Centrul sitului Tal der oberen Itz este situat la coordonatele 50°17′47″N 11°01′12″E / 50.2964°N 11.02°E.

## Înființare
Situl Tal der oberen Itz a fost declarat sit de importanță comunitară în martie 2001 pentru a proteja 4 specii de animale. Situl a fost protejat și ca arie specială de conservare în aprilie 2016.

## Biodiversitate
Situată în ecoregiunea continentală, aria protejată conține 4 habitate naturale: Cursuri de apă de la nivel de câmpie la nivel montan, cu vegetație Ranunculion fluitantis și Callitricho-Batrachion, Liziere de ierburi înalte hidrofile de câmpie și de nivel montan până la alpin, Fânețe de joasă altitudine (Alopecurus pratensis, Sanguisorba officinalis), Păduri aluvionare cu Alnus glutinosa și Fraxinus excelsior (Alno-Padion, Alnion incanae, Salicion albae).
La baza desemnării sitului se află mai multe specii protejate:
- mamifere (1): liliac cu urechi mari (Myotis bechsteinii)
- nevertebrate (1): phengaris nausithous (Maculinea nausithous)
- pești (2): cicar (Lampetra planeri), țipar (Misgurnus fossilis)